# Shivatkar (Nira)
Shivatkar (Nira) là một thị trấn thống kê (census town) của quận Pune thuộc bang Maharashtra, Ấn Độ.

## Nhân khẩu
Theo điều tra dân số năm 2001 của Ấn Độ, Shivatkar (Nira) có dân số 10.135 người. Phái nam chiếm 51% tổng số dân và phái nữ chiếm 49%. Shivatkar (Nira) có tỷ lệ 73% biết đọc biết viết, cao hơn tỷ lệ trung bình toàn quốc là 59,5%: tỷ lệ cho phái nam là 79%, và tỷ lệ cho phái nữ là 66%. Tại Shivatkar (Nira), 13% dân số nhỏ hơn 6 tuổi.